# 71-412
71-412 (а также 71-411 — для узкой колеи 1000 мм) — российский четырёхосный трамвайный вагон с переменным уровнем пола в средней части салона.

## История создания
Вагон, который впоследствии стал 71-412, появился ещё в 2017 году в Нижнем Новгороде. Он базируется на кузове вагона Vario LF производства чешской компании Pragoimex и шасси от вагона Tatra T3SU. Покупкой кузова и сборкой занималась нижегородская компания ООО «Фобос-ТС».
В июле 2018 года корпорация УВЗ представила вагон на выставке ИННОПРОМ-2018 в Екатеринбурге, предварительно полностью сменив ему облик.
В начале августа 2018 года вагон прибыл в Нижний Тагил для прохождения испытаний и демонстрации администрации Нижнего Тагила и Свердловской области.
В середине августа вагон был доставлен в Екатеринбург для прохождения полномасштабных испытаний.

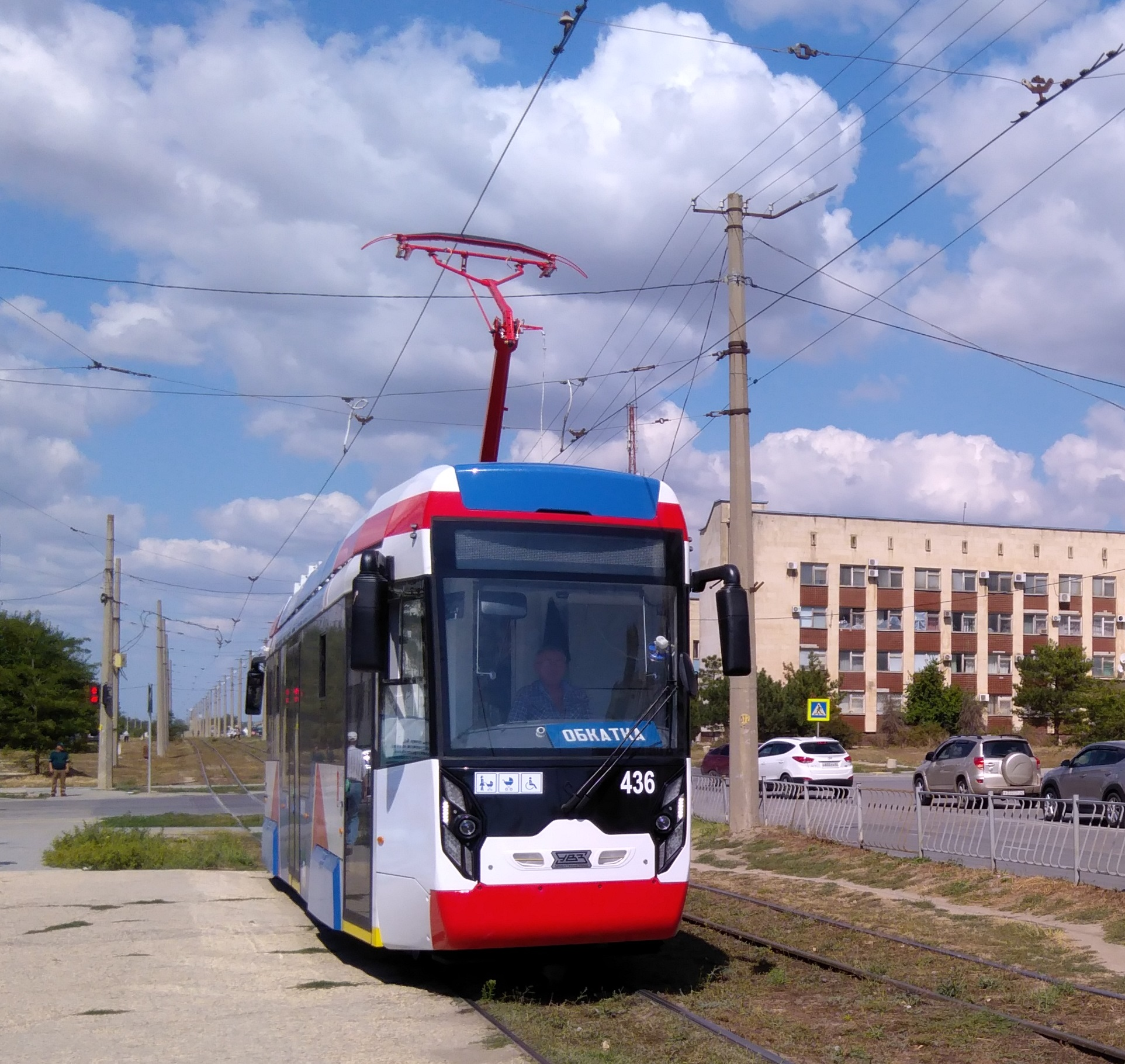
Евпатория, сентябрь 2021. обкатка 71-411-03

В 2020 все опытные и несколько серийных вагонов, всего 4 экземпляра, были доставлены для эксплуатации в Омск, где работают в настоящее время.
В декабре 2022 года во Владикавказ были доставлены несколько вагонов.

## 71-411
Трамвай модели 71-411 — частично низкопольный односекционный вагон в форм-факторе вагона типа 71-412, предназначенный для узкой колеи 1000 мм. Отличается более узким кузовом (2,2 м вместо 2,5 м у 71-412).
Изготавливается в двух комплектациях:
- 71-411 — базовая модель, односторонняя однокабинная, с тремя дверями по правому борту;
- 71-411-03 — двухсторонняя двухкабинная модель с передней и средней дверями на каждом борту, аналогично трамваям Tatra T6C5.

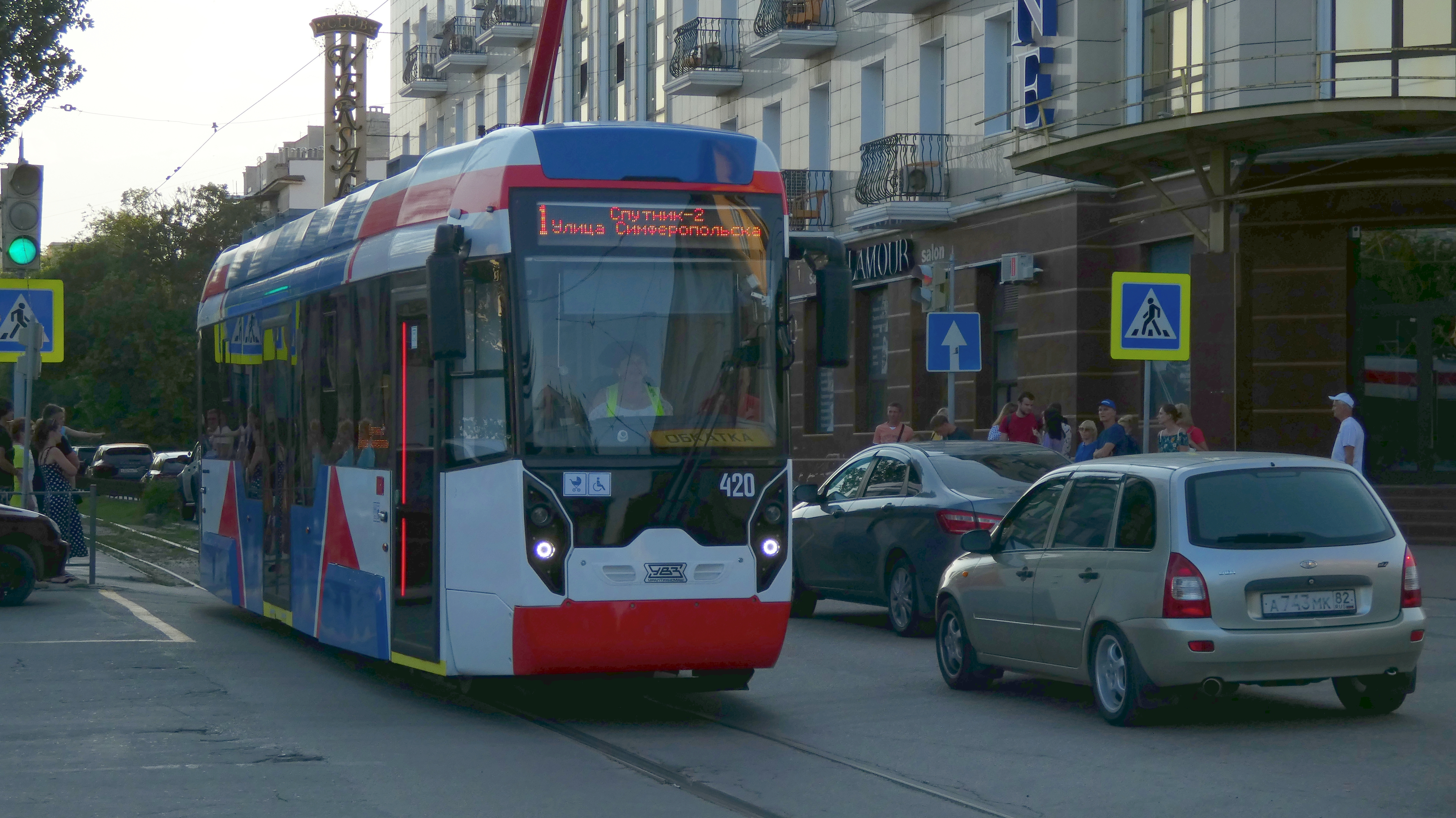
71-411 на 1 маршруте в Евпатории

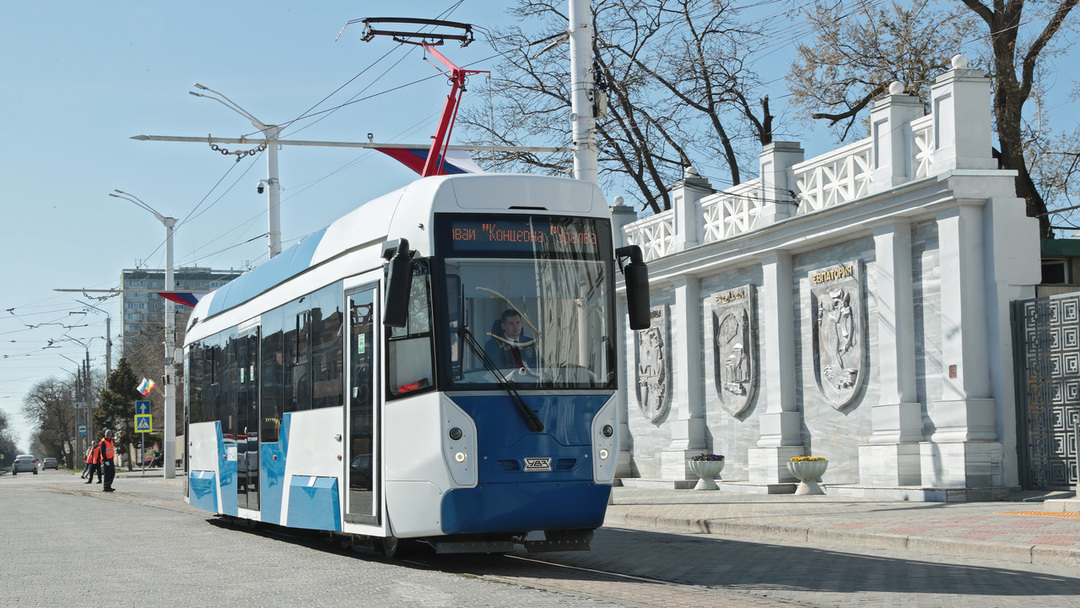
Трамвайный вагон 71-411 в Евпатории, 2021

13 января 2021 администрация Евпаторийского городского округа (горсовета) подписала контракт с АО «Уральский завод транспортного машиностроения» на поставку 27 новых вагонов до конца 2021 года в Евпаторию. Первые 3 вагона прибыли 4 июня 2021 года, обкатка с 15 июня, с 23 июля 2021 — на линии, к началу декабря 2021 поставлены все 27 вагонов, подвижной состав трамвайного депо Евпатории полностью обновлён.
В марте 2024 первый трамвай этой модели вышел на маршрут в Пятигорске. Всего, до конца года, администрация края рассчитывает приобрести ещё восемь трамваев, ставит цель заменить до 30 вагонов.

## Эксплуатация
| Государство    | Город        | Система                 | Тип       | Годы производства | Количество | Парковая нумерация |
| -------------- | ------------ | ----------------------- | --------- | ----------------- | ---------- | ------------------ |
| Россия         | Владикавказ  | Владикавказский трамвай | 71-412    | 2022-2023         | 28         | 461, 464—490       |
| Россия         | Нижний Тагил | Тагильский трамвай      | 71-412    | 2022-2023         | 12         | 401-412            |
| Россия         | Омск         | Омский трамвай          | 71-412    | 2018              | 4          | 150-153            |
| Россия/Украина | Евпатория    | Евпаторийский трамвай   | 71-411    | 2021              | 20         | 400, 42х, 43х, 44х |
| Россия/Украина | Евпатория    | Евпаторийский трамвай   | 71-411-03 | 2021              | 1          | 42х, 43х, 44х      |
| Россия         | Пятигорск    | Пятигорский трамвай     | 71-411    | 2024-2025         | 5          | 3хх-3хх            |